# ポロネーズ第5番 (ショパン)

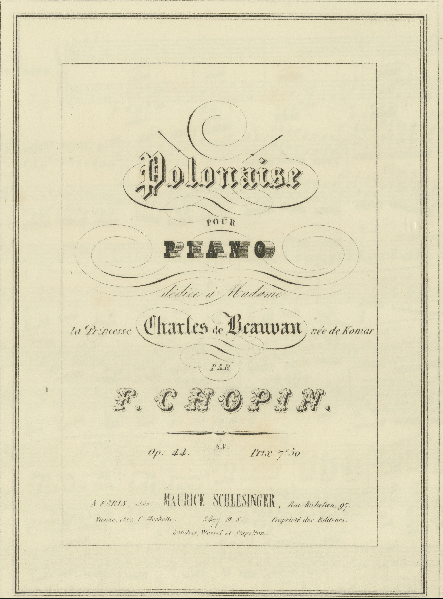
初版の表紙

ポロネーズ第5番（ポロネーズだいごばん）嬰ヘ短調 作品44は、フレデリック・ショパンが1841年に作曲。同年出版された。次作の『英雄ポロネーズ』と同様に雄渾な曲想と、中間部にマズルカを取り入れた新しい形になっている。

## 概要
完成前に友人に「より新しい形式のポロネーズ」として紹介したこともあり、規模も大きい自信作である。序奏と後奏のついた三部形式。献呈先はシャルル･ド･ボーヴォ公爵夫人。『英雄ポロネーズ』とは対照的な悲劇的な作品で、演奏時間も10分以上を要する大作。中間部にマズルカをはさむことにより、ショパンはポロネーズとマズルカというポーランドの伝統的なリズムを一つの曲で表現することに成功した。日本以外では"Tragic（悲劇的）"というタイトルで呼ばれることがある。『英雄ポロネーズ』に隠れてしまい、演奏会で取り上げられる機会は少ないが、その分演奏者の力量が光る逸作でもある。また両手オクターブが多く演奏には体力と技術が必要である。

## 構成
Maestoso
序奏は嬰ヘ短調の属和音による素材。三連符－四連符－オクターヴ奏法と繰り返すごとに規模と音量を増して主調による解決を効果的にしている。
主題は左手のポロネーズのリズムに乗り、右手が三度・オクターヴの和声で奏する。途中転調して変ロ短調、変イ長調の部分を入れて、変化をつけている。左手部はオクターヴか音階かのいずれかであり音量が大きい。平行調のイ長調により、32分音符と8分音符のポロネーズリズムがユニゾンで数回繰り返される。ここが終わると次のマズルカが歌われる。
Tempo di mazurka
中間部はdoppio movimentoのマズルカ。イ長調で三度の和声が美しい。ホ長調に転調しながら繰り返される。動機の短縮により序奏の属和音の素材を誘導し、再現部に移る。